# An Thọ, Tuy An
An Thọ là một xã thuộc huyện Tuy An, tỉnh Phú Yên, Việt Nam.
Xã An Thọ có diện tích 42,84 km², dân số năm 1999 là 3372 người, mật độ dân số đạt 79 người/km².